# Louis-Baare-Berufskolleg

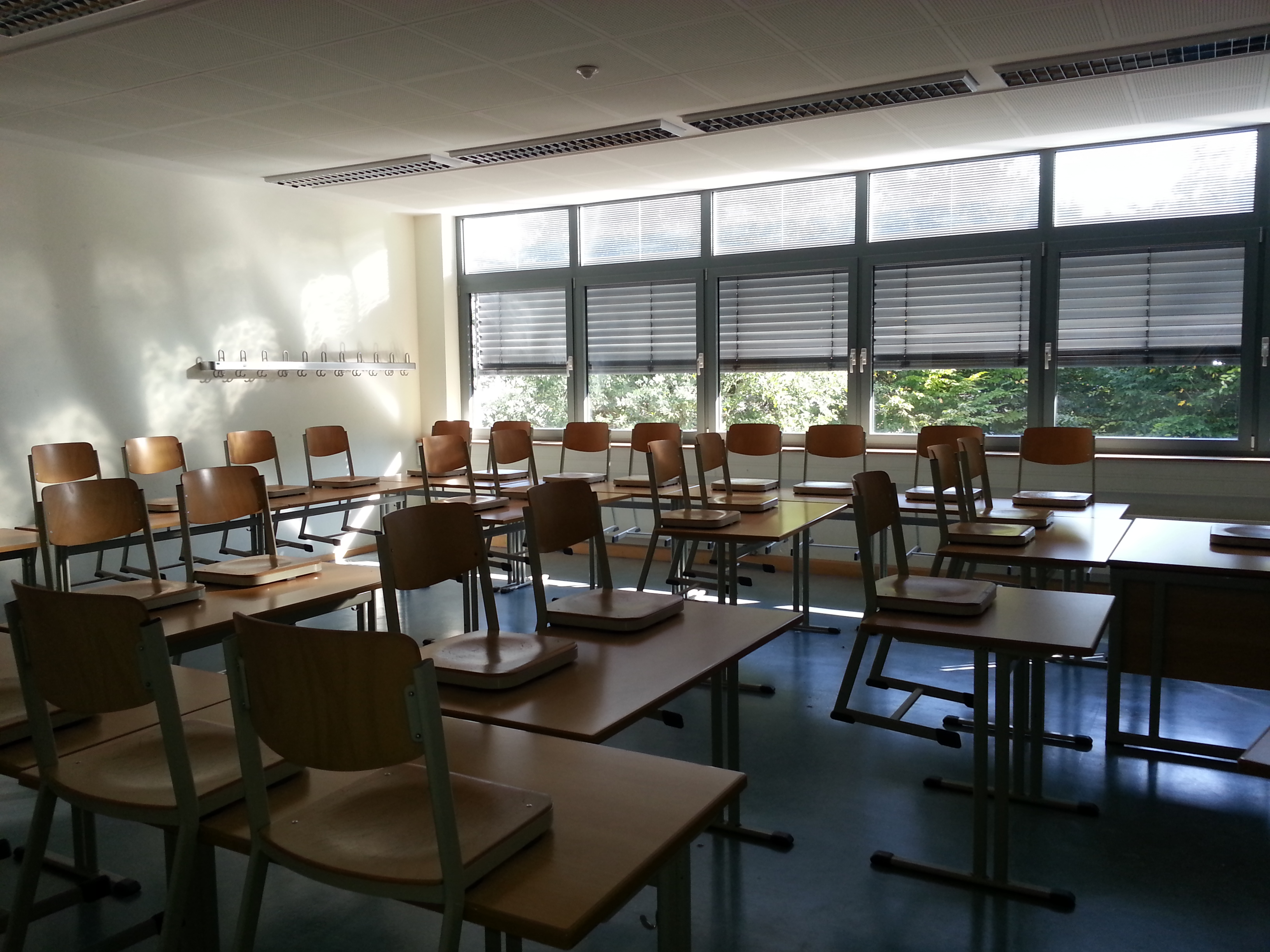
Klassenzimmer im Jahr 2013

Das Louis-Baare-Berufskolleg ist ein Berufskolleg im Stadtbezirk Wattenscheid von Bochum. Die Schule ist nach dem Wirtschaftspionier Louis Baare benannt.
Die Grundsteinlegung für das neue Hauptgebäude fand am 25. März 1999 statt, die Baukosten betrugen etwa 20 Millionen DM (rund 13.100.000 Euro). Die Schule hat etwa 2100 Schüler, die von rund 100 Lehrern unterrichtet werden.
Als Schulleiterin fungiert Oberstudiendirektorin Susanne Muthig-Beilmann.
Zu den Bildungsangeboten zählen
- Berufliches Gymnasium,
- Höhere Berufsfachschule (HöHa mit den Schwerpunkten Informationswirtschaft und Sprachen)
- Fachoberschule (zum Erwerb der Fachhochschulreife),
- Fachschule für Wirtschaft und die
- Kaufmännische Berufsschule mit den folgenden Bildungsgängen:
  - Automobilkaufmann
  - Bankkaufmann
  - Kaufmann im Groß- und Außenhandel
  - Industriekaufmann
  - Kaufmann für Versicherungen und Finanzen
  - Kaufmann im Einzelhandel
  - Kaufmann für Verkehrsservice
  - Kaufmann für Büromanagement
  - Tourismuskaufmann
  - Fachkraft für Lagerlogistik
  - Fachlagerist
  - Verkäufer

Die Schule vergibt folgende Zertifikate:
- DELF – französisches Sprachzertifikat
- KMK-Fremdsprachenzertifikat
- ICDL – Europäischer Computerführerschein

Zu den Kooperationspartnern des Louis-Baare-Berufskollgs gehören u. a. die folgenden Institutionen/Unternehmen (Stand Mai 2018):
- ArbeiterKind.de gemeinnützige UG
- Bezirksregierung Arnsberg
- BOGESTRA AG
- FOM Hochschule für Oekonomie & Management gemeinnützige Gesellschaft mbH
- IHK Mittleres Ruhrgebiet
- Initiativkreis Ruhr GmbH
- KENNZEICHEN [b]
- VfL Bochum 1848 Fußballgemeinschaft e. V.
- Zentrum für schulpraktische Lehrerausbildung Dortmund (ZfsL Dortmund)
- Zipp Industries GmbH & Co. KG

Gegenüber dem Kolleg befindet sich der Friedenspark Ehrenmal.